# Janine Wissler

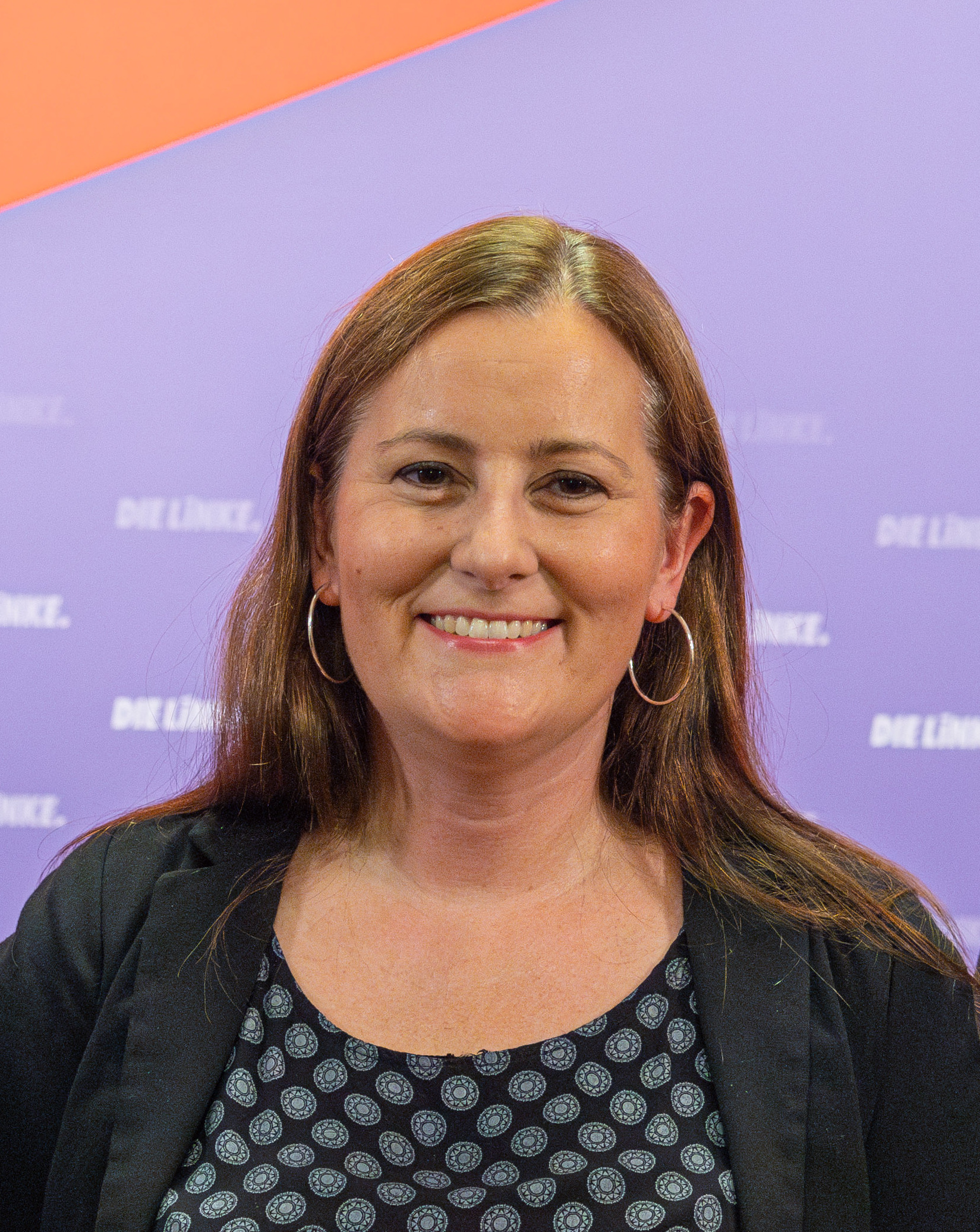
Janine Wissler (2023)

Janine Wissler (bürgerlich Janine Natalie Wißler; * 23. Mai 1981 in Langen, Hessen) ist eine deutsche Politikerin (Die Linke). Seit 2021 ist sie Mitglied des Deutschen Bundestags. Von Februar 2021 bis Oktober 2024 war sie Bundesvorsitzende ihrer Partei, bis April 2022 gemeinsam mit Susanne Hennig-Wellsow, ab Ende Juni 2022 zusammen mit Martin Schirdewan.
Von 2014 bis 2021 war Wissler bereits stellvertretende Bundesvorsitzende der Linken. Sie war von 2008 bis 2021 Abgeordnete im Hessischen Landtag und dort von 2009 bis 2021 Fraktionsvorsitzende ihrer Partei. Ab Januar 2019 war sie zudem Vorsitzende des Ausschusses für Wirtschaft, Energie, Verkehr und Wohnen im Hessischen Landtag.

## Herkunft und Lebenslauf
Janine Wissler wuchs in Dreieich und Neu-Isenburg (beide im hessischen Landkreis Offenbach) auf. Ihr Vater war Verkaufsleiter bei einer Baumarktkette und Gewerkschafter, die Mutter Angestellte einer Autoversicherung. Ihre Mutter war in den 1970er Jahren politisch in der DKP aktiv und sympathisierte später mit den Grünen. Wissler besuchte von 1987 bis 1991 die Wingertschule in Dreieich und von 1991 bis 2001 die Ricarda-Huch-Schule, an der sie das Abitur ablegte. Anschließend absolvierte sie von 2001 bis 2012 ein Studium der Politikwissenschaften an der Johann Wolfgang Goethe-Universität Frankfurt am Main, das sie als Diplom-Politologin abschloss. Sie arbeitete neben ihrem Studium von 2002 bis 2006 als teilzeitbeschäftigte Verkäuferin in einem Baumarkt. Außerdem war sie von 2006 bis 2008 Mitarbeiterin im Wahlkreisbüro des Bundestagsabgeordneten Werner Dreibus.
Wissler ist ledig und lebt in Frankfurt am Main. Sie ist Fußballfan und war Mitglied des Fanclubs von Eintracht Frankfurt im Hessischen Landtag.

## Politik
Als Studentin gründete sie 2004 aus Protest gegen die Agenda 2010 der rot-grünen Bundesregierung mit anderen die hessische WASG.

### Ämter und Mitgliedschaften

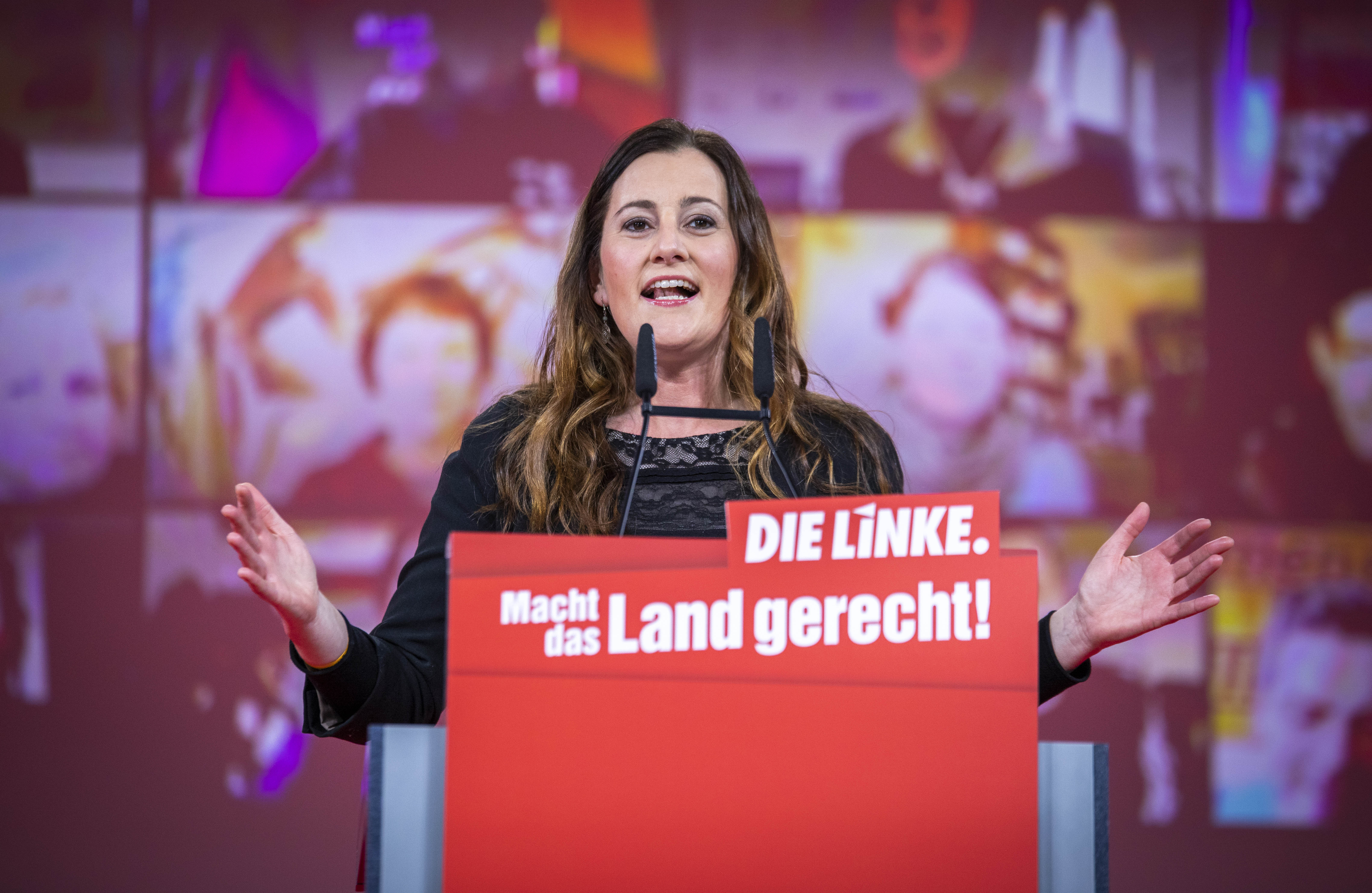
Wissler bei einer Rede auf dem 7. Parteitag (2021)

Nach der Verschmelzung der WASG mit der PDS zur Partei Die Linke im Juni 2007 wurde Wissler Mitglied des Bundesvorstands sowie des hessischen Landesvorstandes. Bei der Landtagswahl im Januar 2008 zog Wissler über die Landesliste in das Parlament ein, in das sie bei der Neuwahl 2009 erneut gelangte. Bei beiden Wahlen kandidierte sie zudem im Wahlkreis Frankfurt am Main VI. Von 2008 bis 2009 war sie stellvertretende Vorsitzende der Linksfraktion im Hessischen Landtag, ab 2009 übte sie den Vorsitz gemeinsam mit Willi van Ooyen aus. Seit dessen Mandatsverzicht war sie alleinige Vorsitzende. Bei den Landtagswahlen 2013 und 2018 trat sie jeweils im Wahlkreis Frankfurt am Main II an und zog über die Landesliste wieder in den Landtag ein. Im hessischen Landtag war sie fünf Jahre lang stellvertretendes Mitglied des dortigen NSU-Untersuchungsausschusses. Im Zuge ihrer Wahl in den Bundestag legte sie ihr Landtagsmandat zum 31. Oktober 2021 nieder. Für sie rückte Axel Gerntke in den Landtag nach.
Von 2011 bis 2021 war Wissler Vorsitzende ihres Kreisverbands Frankfurt am Main. 2012 kandidierte sie bei den Oberbürgermeisterwahlen und erhielt im ersten Wahlgang am 25. Februar 2012 3,8 % der Stimmen. Bei der Frankfurter Oberbürgermeisterwahl 2018 holte sie im ersten Wahlgang 8,8 Prozent.
Wissler wurde auf dem 4. Bundesparteitag im Mai 2014 in Berlin zur stellvertretenden Vorsitzenden ihrer Partei gewählt. Am 4. September 2020 erklärte sie, für den Bundesvorsitz zu kandidieren. Sie ist Mitglied von Attac und Verdi. Ihre Zugehörigkeit zum Unterstützerkreis der trotzkistischen, entristischen Organisation Marx21 und die Mitgliedschaft in der Sozialistischen Linken, zwei vom Verfassungsschutz beobachteten Gruppierungen am linken Rand der Partei, und ihre Zugehörigkeit zur Bewegungslinken beendete sie, als sie sich für den Parteivorsitz bewarb.
Auf dem 7. Bundesparteitag am 27. Februar 2021 wurde Janine Wissler mit 84,2 % der Stimmen zur Bundesvorsitzenden der Partei Die Linke gewählt. Am 20. April 2022 trat die Co-Vorsitzende Susanne Hennig-Wellsow zurück, bis zum Parteitag im Juni 2022 übte Wissler den Parteivorsitz vorübergehend alleine aus.

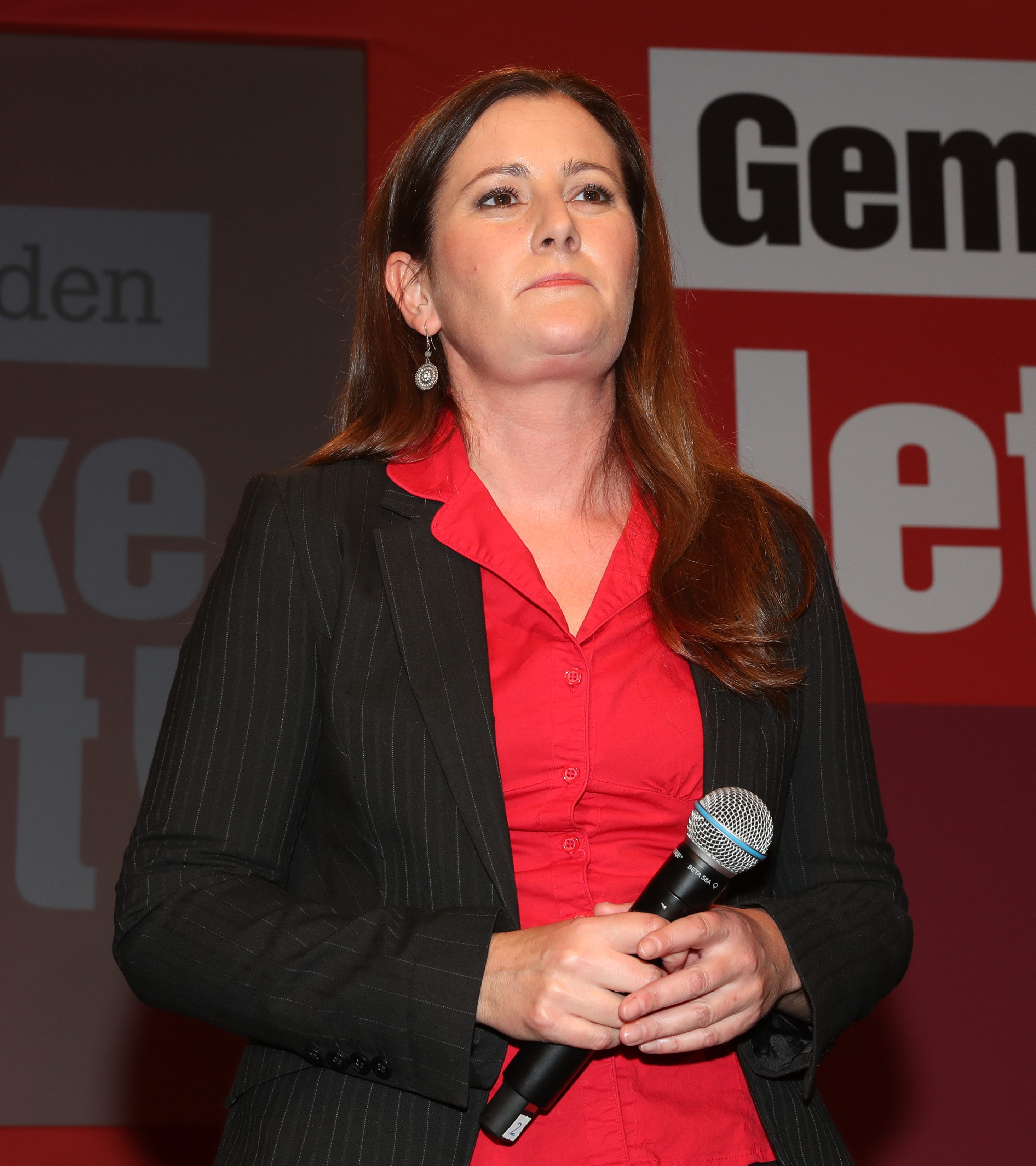
Wissler am Wahlabend 2021

Im April 2021 kündigte sie an, für die Bundestagswahl 2021 auf Listenplatz 1 der Linken Hessen zu kandidieren und damit in die Bundespolitik wechseln zu wollen. Im Mai 2021 wählte der Parteivorstand der Linken Wissler und Dietmar Bartsch als Spitzenduo für die Bundestagswahl 2021 aus. Beim Parteitag der Linken im Juni 2022 wurde sie mit 57,5 % der Stimmen als Bundesvorsitzende wiedergewählt, Co-Vorsitzender wurde Martin Schirdewan.
Bei der Bundestagswahl 2025 kandidierte sie im Wahlkreis 181: Frankfurt am Main I und zog über die Hessische Landesliste ein. Während der 21. Legislaturperiode ist sie ordentliches Mitglied im Ausschuss für Wirtschaft und Energie und stellvertretendes Mitglied im Finanzausschuss. Am 24. Juni 2025 wurde sie zur stellvertretenden Fraktionsvorsitzenden und Leiterin des Arbeitskreises für Arbeit, Umverteilung und soziale Sicherheit gewählt.

### Parteivorsitz
Die Zeit ihres Parteivorsitzes war für Wissler, neben der Auseinandersetzung mit der Sexismuskontroverse, geprägt von Flügelkämpfen, Wählerverlusten und Parteiaustritten. Neben Machtkämpfen zwischen dem Lager um Sahra Wagenknecht und der Bewegungslinken erlitt die Partei unter ihrem Vorsitz bei der Bundestagswahl 2021 einen Stimmenverlust, wodurch die Linke die Fünf-Prozent-Hürde verpasste, aber durch den Gewinn von drei Direktmandaten dennoch erneut im Bundestag vertreten war. Nach der Bundestagswahl traten bis Ende 2021 etwa 1 % der 60.000 Mitglieder aus der Linken aus. Zwar verzeichnete die Partei auch viele Neueintritte, doch blieb der Saldo negativ.
Wissler gab am 18. August 2024 gemeinsam mit dem Co-Vorsitzenden Martin Schirdewan bekannt, auf dem Bundesparteitag im Oktober 2024 nicht erneut als Parteivorsitzende zu kandidieren. Ihnen folgten Ines Schwerdtner und Jan van Aken nach.

### Politische Positionen
Als Landesvorsitzender der Linken erklärte Ulrich Wilken im Vorfeld der Landtagswahl in Hessen 2013, Wissler stehe „für ein klares linkes Profil für Frieden und soziale Gerechtigkeit“. Bei Vertretern der anderen Landtagsfraktionen gilt sie als „verlässlich“ und „vergleichsweise konstruktiv“. Wegen ihrer Prägung in der trotzkistischen Vereinigung Linksruck und damit verbundenen politischen Positionen ist sie auch innerhalb ihrer Partei umstritten.
Janine Wissler lehnt den Kapitalismus als „unmenschliches, grausames System“ ab. Die FAZ verweist auf eine Rede von Wissler 2011, in der sie äußerte, die angestrebte klassenlose Gesellschaft sei „nicht über Parlamente oder Regierungen zu erreichen“; vielmehr sei geschichtlicher Fortschritt stets durch Revolutionen erkämpft worden. Weiter sagte sie, man dürfe sich „nicht der Illusion hingeben“, dass man die Gesellschaft über „Anträge und Reden im Parlament […] aus den Angeln heben“ könne. Ihr Parteifreund Bernd Riexinger hält diesen Ausschnitt ihrer Rede für aus dem Zusammenhang gerissen und äußerte 2020, Wissler habe im hessischen Landtag „ziemlich guten“ Parlamentarismus gemacht.
Während der Corona-Pandemie erneuerte Wissler hinsichtlich der steigenden Staatsausgaben ihre Forderung nach einer Vermögensabgabe für die reichsten 0,7 Prozent der Bevölkerung. Sie nannte 2021 die 150 Euro Einmalzahlung an Hartz-IV-Empfänger nicht ausreichend und äußerte, die Corona-Krise werde die soziale Ungleichheit weiter verschärfen.
Auf dem Bundesparteitag der Linkspartei im Juni 2018 stellte sie sich als hessische Fraktionsvorsitzende mit dem Ruf „Es lebe die Anti-Abschiebe-Industrie!“ gegen Sammelabschiebungen und forderte zugleich die Auflösung des Verfassungsschutzes, weil dieser in den NSU-Komplex verwickelt gewesen sei. Nach ihrer Wahl zur Co-Parteivorsitzenden betonte der hessische CDU-Generalsekretär Manfred Pentz, die Positionen der Linken mit Wissler „als bekennender Kommunistin“ können von denen der CDU inhaltlich nicht weiter auseinanderliegen.
Außen- bzw. verteidigungspolitisch sprach sie sich 2014 für einen Austritt der Bundesrepublik aus der NATO und eine Auflösung des Bündnisses aus. Sie lehnte 2014 Auslandseinsätze auch unter UNO-Mandat ab und sagte, es gäbe „keine ‚humanitären Interventionen‘“. Bezüglich einer möglichen Koalition mit anderen Parteien äußerte sie 2020, dass eine Beendigung der Bundeswehreinsätze und ein Stopp von Rüstungsexporten für sie zu den „nicht verhandelbaren“ Grundsätzen gehört. Im Februar 2023, ein Jahr nach dem Beginn des russischen Überfalls auf die Ukraine, hielt Wissler die Forderung ihrer Partei nach einer Auflösung der NATO aufrecht. Sie äußerte, die Kritik ihrer Partei an der NATO sei „nicht obsolet, weil Russland einen völkerrechtswidrigen Krieg führt“. Stabile internationale Sicherheit sei „erst dann gewährleistet, wenn alle wichtigen Staaten in ein gemeinsames Sicherheitssystem eingebunden sind.“
Laut Wissler steht eine CO₂-Bepreisung nicht für eine „sozial gerechte Klimapolitik“. Wie die Linkspartei hält sie die Verstaatlichung von Krankenhäusern und Immobilienkonzernen für nötig. Die Deutsche Bahn und Lufthansa in einen integrierten Mobilitätskonzern zu verwandeln, ist laut Wissler ein Plan ihrer Linkspartei. Im Mai 2021 auf die Frage angesprochen, was sie in einer Regierung als Erstes ändern würde, nannte sie die Einführung eines Mietendeckels und einer Bürgerversicherung, eine Erhöhung des Mindestlohns, die Überwindung von Hartz IV sowie die Implementierung von „effektiven Klimaschutzmaßnahmen“ bei gleichzeitigem Beginn einer Steuerreform. Sie unterstützte 2021 Hausbesetzungen als „legitimes Mittel“ und setzte sich für deren Entkriminalisierung ein, wie es auch der Wahlprogrammentwurf der Linkspartei vorsieht.

### Auftreten und Wahrnehmung
Wisslers rascher innerparteilicher und parlamentarischer Aufstieg als junge Politikerin während der Regierungszeit des konservativen hessischen Ministerpräsidenten Roland Koch wurde von der damaligen Parteiführung der Linken unterstützt. Wissler galt als eine der besten Rednerinnen im hessischen Landtag. Bei ihrer Wahl zur stellvertretenden Bundesvorsitzenden der Linken erhielt sie 2014 das weitaus beste Ergebnis aller Kandidaten.

## Betroffene im hessischen Polizeiskandal
Wissler gehört zu den Betroffenen des hessischen Polizeiskandals. Im Sommer 2020 wurden rechtsextremistische Morddrohungen bekannt, die unter Verwendung von Daten aus vertraulichen Abfragen von einem Polizeicomputer im Februar 2020 gegen sie lanciert worden und mit dem Kürzel „NSU 2.0“ gezeichnet waren. Im Juli 2020 erhielt sie zusammen mit weiteren hessischen Politikern sowie zwei in Berlin tätigen Politikerinnen der Linkspartei erneute Drohmails dieser Machart und sprach von einer klaren Bedrohung gegen ihr Leben. Der hessische Innenminister Peter Beuth (CDU) ernannte einen Sonderermittler und räumte erstmals im Verlauf des Skandals die Möglichkeit eines rechtsextremistischen Netzwerks innerhalb der Polizei Hessen ein. Über die Ermittlungen des hessischen Landeskriminalamts zu den Drohmails gegen Wissler war Beuth nach seinen Angaben nicht informiert worden.
Anfang Mai 2021 wurde ein 53-jähriger Deutscher festgenommen, der mehr als hundert rechtsextreme Drohschreiben verschickt haben soll. Unklar bleibt bislang, wie er an die Adressdaten kam. Der Chef des Bundeskriminalamts Holger Münch äußerte, es gebe mehrere plausible Erklärungen. Darunter zählen neben einer technischen Sicherheitslücke oder Kontakt zu Polizeibeamten auch eine manipulative Art und Weise der Beschaffung.
Laut eigener Aussage wurde Wissler im Frühjahr 2022 in Berlin von einem Mann ausgeraubt und erlitt dabei einen Beckenbruch und eine Gehirnerschütterung. Sie verzichtete auf eine Anzeige gegen Unbekannt, da sie die Person, die sich von hinten an sie herangeschlichen habe, nicht habe identifizieren können und sie ihrer eigenen Aussage zufolge davor zurückschreckte, ihre Adresse bei der Polizei anzugeben.